# Viktoria und ihr Husar
Victoria et son hussard
Versions successives
- version hongroise, le 21 février 1930 à Budapest.
- version allemande, le 7 juillet 1930 au Stadttheater de Leipzig.
- version française, le 16 décembre 1933 par André Mauperey et René Coens sous le titre Cœurs de Vienne au Moulin-Rouge[1].

Personnages
- Viktoria (soprano)
- Stefan Koltay, maître de cavalerie de hussards (ténor)
- O Lia San (soubrette)
- Comte Ferry Hegedüs, frère de Viktoria et époux d'O Lia San (ténor-bouffon)
- John Cunlight, ambassadeur américain (baryton)
- Riquette, femme de chambre de Victoria (soubrette)
- Jancsi, majordome de Koltay (ténor-bouffon)
- Béla Pörkölty, maire (baryton)
- Prêtre japonais (baryton)
- Tokeramo Yagani, attaché japonais (acteur)
- Un laquais japonais (acteur)
- Un officier russe (acteur)
- Japonais, paysans hongrois, hussards, serviteurs, servantes, cosaques (chœur)

Airs
- Nach der heißgeliebten Heimat immer es mich zieht
- Ja, so ein Mädel, ungarisches Mädel, geht nicht aus dem Schädel, geht nicht aus dem Sinn
- Du warst der Stern meiner Nacht
- Meine Mama war aus Yokohama
- An der Newa
- Mausi, süß warst du heute Nacht
- Es träumt ein kleines Japanmädel
- Nur ein Mädel gibt es auf der Welt
- Reich mir zum Abschied noch einmal die Hände

Viktoria und ihr Husar (en français, Victoria et son hussard) est une opérette de Paul Abraham sur un livret d'Alfred Grünwald et Fritz Löhner-Beda, créée en 1930 à Budapest.

## Créations
L'œuvre, en trois actes et en allemand, est créé mondialement le 21 février 1930 au théâtre d'opérette de Budapest.
La première allemande a lieu le 7 juillet 1930 au Stadttheater de Leipzig. Le 23 décembre 1930, le Theater an der Wien est la première scène autrichienne. La création française a lieu au Moulin-Rouge à Paris le 16 décembre 1933.

## Argument
L'action se déroule après la fin de la Première Guerre mondiale dans un camp de prisonniers russe en Sibérie, à Tokyo (Japon) et à Saint-Pétersbourg (Russie) et dans le village hongrois de Dorozsma (près de Szeged).

### Prologue

#### Paysage de steppe de la Sibérie
Stefan Koltay, capitaine des hussards, fut fait prisonnier par les Russes avec son domestique Jancsi. Les deux avaient rejoint là-bas un groupe qui planifiait une contre-révolution, mais le complot a été révélé, ils ont été condamnés à mort et attendent maintenant leur exécution. Jancsi joue à nouveau une mélodie hongroise mélancolique sur son violon. Cela touche tellement l'un des gardes cosaques qu'il promet aux deux Hongrois de les libérer en échange du violon. Stefan Koltay et Jancsi n'ont pas besoin de réfléchir longtemps. Après avoir remis le violon au cosaque, ils quittent immédiatement le camp de prisonniers et s'enfuient au Japon.

### Acte I

#### Salon à l'ambassade des États-Unis à Tokyo
L'épouse de l'ambassadeur américain John Cunlight, la comtesse Viktoria, était autrefois fiancée au capitaine de cavalerie de hussards Stefan Koltay. Elle l'avait attendu longtemps après la fin de la guerre. Ce n'est que lorsqu'elle a appris la mort de son fiancé qu'elle a progressivement cédé à la cour de John Cunlight et l'a finalement épousé.
Stefan Koltay a appris que certains de ses compatriotes séjournaient à l'ambassade américaine à Tokyo, en attendant de partir en Hongrie. C'est pourquoi il y va. Il est inévitable qu'après des années de séparation, il rencontre sa bien-aimée Viktoria. Elle le présente à son mari sous un faux nom. Au passage, Koltay apprend que l'ambassadeur sera muté à Saint-Pétersbourg et que le départ de Tokyo aura lieu dans quelques jours. Le frère de Viktoria, le comte Ferry, et sa fiancée, la Japonaise O Lia San, sont déjà optimistes. Ignorant le passé de sa femme avec le Hongrois nouvellement arrivé, John Cunlight propose à Stefan Koltay et à son compagnon Jancsi de venir sous sa protection diplomatique. De Saint-Pétersbourg, il serait certainement possible de se rendre en Hongrie sans aucun souci. Jancsi est fou de joie, mais il tombe amoureux de Riquette, la jolie bonne de Viktoria, et maintenant il veut rester près d'elle.

### Acte II

#### Salon à l'ambassade des États-Unis à Saint-Pétersbourg
Lorsque Stefan Koltay et Viktoria sont seuls pendant un moment, les deux ont une discussion ouverte. Viktoria décrit comment elle a épousé John Cunlight. Stefan tente de persuader Viktoria de fuir en Hongrie avec lui. Mais elle est déterminée à s'en tenir à son mariage avec John Cunlight.
Les services secrets russes ont découvert que Stefan Koltay, qui fut condamné à mort dans un camp de prisonniers sibérien, est censé se trouver à l'ambassade américaine sous un faux nom, et s'arrange pour que John Cunlight reçoive des ordres du gouvernement russe pour balancer le Hongrois. Lorsque le diplomate tient le papier dans ses mains, il se rend compte que sa femme avait une liaison avec Stefan Koltay. Néanmoins, il résiste à la demande russe. Comme Stefan Koltay pense que l'amour de Viktoria pour lui a maintenant expiré, il se livre volontairement aux Russes. Lorsque Viktoria l'apprend, elle s'effondre de désespoir. Maintenant, John Cunlight est douloureusement conscient que le véritable amour de sa femme ne lui appartient pas mais à ce maître de cavalerie de hussards hongrois.

### Acte III

#### Place du village de Dorozsma (Hongrie)
Victoria a depuis divorcé de son mari et après un long voyage autour du monde est revenue dans son village natal, où elle retrouve son frère Ferry et son ancienne bonne Riquette. La traditionnelle fête des récoltes est célébrée, une vieille coutume exige que trois couples se marient, Ferry veut épouser O Lia San et Riquette s'unir à Jancsi ce jour-là. Seul un troisième couple manque. Ferry suggère alors de convoquer John Cunlight. Il est aujourd'hui ambassadeur en Hongrie et la capitale n'est finalement pas loin. De cette façon, Viktoria pourrait épouser son John une deuxième fois, alors que leur divorce était un travail urgent qui devait être réparé de toute façon.
Lorsque John Cunlight arrive, Viktoria est prête à lui donner une autre chance. Mais à sa grande surprise, le capitaine des hussards apparaît soudainement. Lorsqu'elle réalise alors que John ne se fâche pas, se contente de sourire tranquillement, les écailles tombent de ses yeux : son ex-mari a tout arrangé de cette façon. En fait, son amour pour elle est si grand qu'il ferait n'importe quoi pour la rendre heureuse. Par pure générosité, il renonce à elle. Comme l'exige l'ancienne coutume, trois couples heureux peuvent désormais se marier.

## Orchestration
| Instrumentation de Viktoria und ihr Husar    |
| Bois                                         |
| 1 flûte, 1 hautbois, 2 clarinettes, 1 basson |
| Cuivres                                      |
| 2 trompettes, 3 trombones, 1 tuba            |
| Percussions                                  |
| Tambours                                     |
| Instrument à cordes pincées                  |
| 1 harpe, 1 célesta, 1 guitare hawaïenne      |

## Adaptations
- 1931 : Victoria et son hussard (de), film allemand réalisé par Richard Oswald
- 1954 : Victoria et son hussard (de), film allemand réalisé par Rudolf Schündler
- 1975 : Téléfilm pour la ZDF

## Source de la traduction
- (de) Cet article est partiellement ou en totalité issu de l’article de Wikipédia en allemand intitulé « Viktoria und ihr Husar » (voir la liste des auteurs).